# Royal Rumble (1989)
O Royal Rumble 1989 foi o segundo evento anual pay-per-view do Royal Rumble, da World Wrestling Federation (agora World Wrestling Entertainment). Decorreu a 15 de Janeiro de 1989 no The Summit em Houston, Texas.

## Resultados
| #    | Resultados | Estipulações                                   | Tempo   |
| ---- | --- | ---------------------------------------------- | ------- |
| Dark | Jim Powers derrotou Barry Horowitz. | Luta individual                                | n/a     |
| Dark | Sam Houston derrotou Steve Lombardi. | Luta individual                                | n/a     |
| 1    | Jim Duggan e The Hart Foundation (Bret Hart e Jim Neidhart) derrotaram Dino Bravo e The Fabulous Rougeaus (Jacques e Raymond) (com Frenchy Martin e Jimmy Hart). | Tag team Two out of three falls match          | 15:42   |
| 2    | Rockin' Robin (c) derrotou Judy Martin. | Luta individual pelo WWF Women's Championship. | 16:24   |
| 3    | King Haku (com Bobby Heenan) derrotou Harley Race (com Bobby Heenan).                                                                                            | Luta individual                                | 09:01   |
| 4    | Big John Studd ganhou o Royal Rumble. | 2º Royal Rumble                                | 1:04:53 |

## Royal Rumble entradas e eliminações
Uma nova entrada ocorreu a cada 2 minutos aproximadamente.
| Número | Lutador            | Ordem (saída) | Eliminado por        | Tempo |
| ------ | ------------------ | ------------- | -------------------- | ----- |
| 1      | Ax                 | 4             | Mr. Perfect          | 14:37 |
| 2      | Smash              | 1             | André                | 4:55  |
| 3      | André the Giant    | 5             | Se eliminou          | 14:55 |
| 4      | Mr. Perfect        | 11            | Hogan                | 27:58 |
| 5      | Ronnie Garvin      | 2             | André                | 2:39  |
| 6      | Greg Valentine     | 8             | Savage               | 19:52 |
| 7      | Jake Roberts       | 3             | André                | 2:08  |
| 8      | Ron Bass           | 7             | Michaels e Jannetty  | 12:36 |
| 9      | Shawn Michaels     | 9             | Anderson e Savage    | 14:30 |
| 10     | Bushwhacker Butch  | 13            | Brown                | 18:13 |
| 11     | The Honky Tonk Man | 6             | Miller e Santana     | 4:12  |
| 12     | Tito Santana       | 12            | Savage e Anderson    | 12:47 |
| 13     | Bad News Brown     | 20            | Hogan                | 16:24 |
| 14     | Marty Jannetty     | 10            | Blanchard e Anderson | 7:52  |
| 15     | Randy Savage       | 19            | Hogan                | 12:26 |
| 16     | Arn Anderson       | 16            | Hogan                | 10:00 |
| 17     | Tully Blanchard    | 17            | Hogan                | 8:02  |
| 18     | Hulk Hogan         | 21            | Akeem e Boss Man     | 11:31 |
| 19     | Bushwhacker Luke   | 15            | Hogan                | 3:09  |
| 20     | Koko B. Ware       | 14            | Hogan                | 1:08  |
| 21     | The Warlord        | 18            | Hogan                | 0:02  |
| 22     | The Big Boss Man   | 22            | Hogan                | 4:18  |
| 23     | Akeem              | 28            | Studd                | 18:36 |
| 24     | Brutus Beefcake    | 24            | Barbarian e DiBiase  | 13:56 |
| 25     | The Red Rooster    | 23            | DiBiase              | 11:17 |
| 26     | The Barbarian      | 26            | Martel               | 11:15 |
| 27     | Big John Studd     | -             | GANHADOR             | 12:21 |
| 28     | Hercules           | 25            | Barbarian e DiBiase  | 06:11 |
| 29     | Rick Martel        | 27            | Akeem                | 05:29 |
| 30     | Ted DiBiase        | 29            | Studd                | 06:27 |

↑ Quatro wrestlers ganharam o Rumble com o número 27, fazendo dele o número com mais vitórias.

O Warlord foi eliminado com 0:02 de tempo no ringue, recorde que só seria batido em 2009 com Santino Marella que foi eliminado com 0:01 de tempo no ringue.

## Outras aparências
| Comentadores - Gorilla Monsoon - Jesse "The Body" Ventura Entrevistadores - Sean Mooney - Gene Okerlund | Árbitros - Earl Hebner - Joey Marella Outros - Howard Finkel - apresentador de ringue - Jay Strongbow - supervisor |